# Holderness (New Hampshire)
Holderness ist der Name einer Town im Grafton County des US-Bundesstaates New Hampshire in Neuengland. Sie wurde zu Ehren von Robert Darcy benannt, 4. Earl von Holderness, Botschafter in Venedig und Gegner der Politik Georg des Zweiten hinsichtlich der nordamerikanischen Kolonien. Darcy war mit Gouverneur Wentworth befreundet und bemühte sich um internationale Handelsbeziehungen. Der Census von 2020 gibt in Holderness 2004 Einwohner in 1428 Haushalten an.

## Geographie
Die Fläche von 92,9 km² verteilt sich auf etwa 14 km² Wasser- und 79 km² Landfläche.

### Gemeindegliederung
Der Hauptort liegt an der Landenge zwischen Squam und Little Squam Lake. Andere Ortsnamen sind East Holderness, Deephaven und Rockywold. Letztere entstanden im ausgehenden 19. Jahrhundert als Sommerlager.

### Lage
Holderness liegt in der Lakes Region von New Hampshire zwischen Campton im Norden, Sandwich und Moultonborough in Carroll County im Osten, Center Harbor in Belknap County im Osten und Süden sowie Ashland und Plymouth im Westen. Im Süden der Gemeinde zwischen Sheperd und Pine Hill liegt der Whiteoak Pond. Der Squam Lake wird in seinem westlichen Teil von Holderness umgeben und entwässert durch den Little Squam Lake, der seit der Trennung teils in Holderness, teils in Ashland liegt, und den Squam River zum Pemigewasset River, und damit über diesen und den Merrimack River zum Atlantik. Owl und Carr Brook münden in den Squam River, der Durgin Brook durch Campton direkt in den Pemigewasset. Der Durgin Brook entspringt am Mount Prospect, mit 628 Metern einer der beiden höchsten Berge auf dem Gebiet von Holderness. Der andere ist der Mount Webster mit 632 Metern, ebenso wie der erstgenannte ein Gipfel der Squam Mountains.

## Geschichte
Die ältesten Siedlungsspuren im Gebiet des heutigen Holderness sind etwa 4000 Jahre alt. Die erste Besiedlungsgenehmigung für das spätere Holderness datiert auf das Jahr 1751. Nachdem diese nicht genutzt wurde verfiel die Konzession. Zehn Jahre später, am 24. Oktober 1761, wurde eine erneute Bewilligung unter dem Namen New Holderness bewilligt. Zu neuen Eigentümern, einer Gruppe um John Wentworth, gehörten auch einige der ursprünglichen Konzessionäre. Der erste Siedler kam 1763 und siedelte im Gebiet des späteren Ashland. Der zweite Siedler wurde auf dem Gebiet des heutigen Holderness sesshaft. 1774 waren sieben weitere Siedler angekommen. Zwei Jahre später bat die Town of Holderness die Staatsregierung um Waffen und Munition zur Verteidigung gegen Engländer und mit diesen verbündeten Indigene. In dem Antrag wurden 33 Mann angegeben, die bewaffnet werden sollten. Holderness gehörte bis 1782 zu Strafford County, ehe es zu Grafton County kam. 1790 wurde die erste, episkopale Kirchengemeinde gegründet. Zur Mitte des 19. Jahrhunderts hatte Holderness drei Kirchen, zwei episkopalisch, eine baptistisch, und war in 17 Schulbezirke unterteilt. Deren Anzahl nahm bis zum Ende des Jahrhunderts auf zehn ab. Zugleich sank die Zahl der Einwohner auf etwa ein Drittel. Dies lag nicht nur am Wegfall der Einwohner von Ashland, das sich 1868 von Holderness abspaltete und eigenständige Gemeinde wurde. Neun Jahre zuvor hatte das damalige Holderness ein Postamt, zehn Säge- oder Kornmühlen, eine Papiermühle und eine Wollkämmerei. Der Boden galt als schwer zu bearbeiten, aber fruchtbar. Neben nennenswerten Mengen an Ahornsirup wurden Pflaumen, Kirschen und Birnen in vergleichsweise großen Mengen geerntet. Der Bahnhof an der Bahnstrecke Concord–Wells River der Boston, Concord and Montreal Railroad lag ab 1850 im späteren Ashland.
1874 brachte Tourismus Einnahmen von 1950 $. Dennoch war die Haupteinnahmequelle die Landwirtschaft, mit Ernten von vorwiegend Kartoffeln, Hafer und Heu. Aus den Sägen kamen 1.200.000 Fuß Bretter und andere Sägeprodukte und 1.100.000 Schindeln. Weitere Produkte waren Schuhe und Stiefel, Feilen, gegerbtes Wildleder und 13.900 Pfund Ahornsirup. Von den Schulbezirken waren noch 13 vorhanden, es gab jedoch nur elf Schulen. Der Unterricht zu dieser Zeit dauerte im Jahr durchschnittlich 16 Wochen.
Bis 1885 hatte der Tourismus die Landwirtschaft als Einnahmequelle überholt. Die Zahl der Schulbezirke hatte sich auf 10 verringert. 134 Schüler und Schülerinnen wurden von 12 Lehrerinnen unterrichtet. Daneben gab es die „Holderness School for Boys“, ein Internat und Vorläufer der heutigen Prep-Schools, der Vorbereitungsschulen auf den Universitätsbesuch. Sie war 1877 begründet und zwei Jahre später eröffnet worden.
Der Personenverkehr auf der Bahnstrecke wurde 1959, der Güterverkehr 1973 nach einem Hochwasserschaden eingestellt. Im Jahr 2001 wurden beim Bau einer Slipanlage archäologische Funde gemacht, die mittels Radiokarbondatierung auf ein Alter von bis zu 4100 Jahren bestimmt wurden und die Anwesenheit der Abenaki und ihrer Vorfahren im Gebiet des Davison Brook ab dieser Zeit annehmen ließen. Vertreter der Abenaki nahmen an den Feierlichkeiten zum 250-jährigen Bestehen von Holderness teil. 2015 wurden weitere Stätten am Squam River archäologisch untersucht. Im Jahr 2012 wurde bei einer Begehung festgestellt, dass die Grenze zwischen Holderness und Center Harbor nicht mit den Geländemarken übereinstimmte. Die Gemeinden einigten sich auf eine Neufestlegung zugunsten von Holderness.

### Bevölkerungsentwicklung
| Volkszählungsergebnisse – Holderness, New Hampshire | Volkszählungsergebnisse – Holderness, New Hampshire | Volkszählungsergebnisse – Holderness, New Hampshire | Volkszählungsergebnisse – Holderness, New Hampshire | Volkszählungsergebnisse – Holderness, New Hampshire | Volkszählungsergebnisse – Holderness, New Hampshire | Volkszählungsergebnisse – Holderness, New Hampshire | Volkszählungsergebnisse – Holderness, New Hampshire | Volkszählungsergebnisse – Holderness, New Hampshire | Volkszählungsergebnisse – Holderness, New Hampshire | Volkszählungsergebnisse – Holderness, New Hampshire |
| Jahr                                                | 1767                                                | 1773                                                | 1775                                                | 1783                                                | 1786                                                | 1790                                                | 1800                                                | 1810                                                | 1820                                                | 1830                                                |
| --------------------------------------------------- | --------------------------------------------------- | --------------------------------------------------- | --------------------------------------------------- | --------------------------------------------------- | --------------------------------------------------- | --------------------------------------------------- | --------------------------------------------------- | --------------------------------------------------- | --------------------------------------------------- | --------------------------------------------------- |
| Einwohner                                           |                                                     | 147                                                 | 172                                                 | 267                                                 | 267                                                 | 329                                                 | 531                                                 | 835                                                 | 1160                                                | 1430                                                |
| Jahr                                                | 1840                                                | 1850                                                | 1860                                                | 1870                                                | 1880                                                | 1890                                                | 1900                                                | 1910                                                | 1920                                                | 1930                                                |
| Einwohner                                           | 1528                                                | 1744                                                | 1765                                                | 793                                                 | 703                                                 | 595                                                 | 662                                                 | 652                                                 | 602                                                 | 644                                                 |
| Jahr                                                | 1940                                                | 1950                                                | 1960                                                | 1970                                                | 1980                                                | 1990                                                | 2000                                                | 2010                                                | 2020                                                | 2030                                                |
| Einwohner                                           | 735                                                 | 731                                                 | 749                                                 | 1048                                                | 1586                                                | 1696                                                | 1939                                                | 2108                                                | 2004                                                |                                                     |

## Wirtschaft und Infrastruktur
Das Pro-Kopf-Einkommen betrug 30.488 Dollar, das Medianeinkommen für Männer 34.125 Dollar, für Frauen 40.804 $, wobei 10,6 % der Ortsansässigen von einem Einkommen unterhalb der Armutsgrenze lebten. Die Arbeitslosenquote war 1,8 %, größter Arbeitgeber die Holderness School mit 80 angegebenen Beschäftigten. (Angaben der Gemeinde von 2020, Stand 2021).

### Gemeindeeinrichtungen
Die Polizei von Holderness arbeitet in Vollzeit, Feuerwehr und der medizinische Notdienst auf Abruf. Das nächstgelegene Krankenhaus ist das Speare Memorial Hospital in Plymouth, etwa 16 Kilometer entfernt. Die Schule in Holderness reicht bis zur 8. Jahrgangsstufe, weiterführender Schulunterricht erfolgt über die Pemi-Baker-Schulkooperative, zu der neben Holderness Ashland, Campton, Plymouth, Rumney, Thornton und Wentworth gehören. Wasserver- und Abwasserentsorgung erfolgen privat mit Brunnen und Tanks. Recycling ist vorgeschrieben, eine Müllabfuhr gibt es nicht.

### Verkehr
Durch das Gebiet von Holderness verlaufen die I-93, US-3 sowie die New Hampshire Routes NH-25, NH-113, NH-175 und NH-175A.  Der Newfound Valley Airport in Bristol hat eine asphaltierte Piste, ist jedoch nur für kleine Maschinen geeignet, der auch für Jets geeignete Laconia Municipal Airport ist nur wenig weiter entfernt. Der nächstgelegene Flughafen ist der Manchester-Boston Regional Airport bei Manchester. Auf der Bahnstrecke verkehren nur noch Touristenzüge.

## Sehenswürdigkeiten
Eine Beschreibung von Holderness von 1859 erwähnt die Schönheit der Landschaft mit Seen und unberührtem Land. Die Trinity Church in Holderness ist der älteste in seiner Gesamtanmutung unveränderte Sakralbau New Hampshires. Sie steht wie auch weitere Gebäude und Gebiete des Ortes im National Register of Historic Places. Shepard Hill ist die älteste Kolonie von Sommerhäusern am Squam Lake. Sie entstand zwischen 1877 und 1925 und besteht aus 17 privaten Anwesen und einer Kirche. Holderness ist einer der Drehorte des Films On Golden Pond.

### Einträge im NRHP
- Chocorua Island Chapel
- Chapel of the Holy Cross
- Trinity Church
- Camp Carnes
- Camp Ossipee
- Rockywold--Deephaven Camps
- Watch Rock Camp
- Holderness Free Library
- Holderness Historical Society Building
- Holderness Inn
- Shepard Hill Historic District
- Burleigh Brae and Webster Boathouse
- Webster Estate
- True Farm

## Personen

### Hier gestorben
- Samuel Livermore (1732–1803), Politiker
- George Butler (1943–2021), Regisseur

### Wirkte am Ort
- May Rogers Webster (1873–1938), Naturkundlerin